# Ponte Duca d'Aosta
A ponte Duca d'Aosta é uma ponte sobre o rio Tibre, em Roma. Liga Lungotevere Flaminio [it] à  Piazza Lauro De Bosis, nos "quartieri" de Flaminio e Della Vittoria. A ponte foi batizada em homenagem a Emanuel Felisberto, Duque de Aosta.

## Descrição
Construída em betão armado integralmente revestida de travertino de Tivoli, tem 222,3 m de comprimento e 30 m de largura, dos quais 21 m de pavimento mais dois passeios de 4 m de largura cada. É constituído por três arcos segmentados, dos quais o maior central atravessa totalmente o rio com um vão de 100 m e os outros dois, com 25 m de comprimento e originalmente concebidos como espiráculos para as águas das cheias, assentam inteiramente nas planícies aluviais opostas a uma elevação na docas.
Cada cabeceira da ponte é ladeada em ambos os lados por grandes escadas de mármore que descem do nível da rua até ao nível do respetivo arco menor; do ombro oposto desta última, duas outras rampas menores chegam ao rio. No lado sudeste, a rampa junto à costa desmoronou ao longo do tempo e a vegetação espontânea cobriu-a.
Nos quatro cantos da ponte ao nível da rua, encontram-se lápides memoriais com 3,5 m de largura e 5 de altura, também revestidas a mármore, iluminadas no topo e com as fachadas decoradas com altos-relevos - obra dos escultores Ercole Drei, Domenico Ponzi , Oddo Aliventi e Vico Consorts - representando cenas de batalhas travadas na Primeira Guerra Mundial nos rios Sile, Piave, Tagliamento e Isonzo pelo 3º Exército comandado pelo Duque de Aosta, homônimo da ponte: Emanuele Filiberto di Savoia-Aosta.

## História
O "Foro Mussolini" (atual "Foro Italico"), concebido por Enrico Del Debbio e incluído no plano diretor geral de 1931, já incluía no projeto de 1927 uma ponte sobre o Tibre que constituía a entrada espetacular do quartiere Flaminio, alinhada com a estela de mármore dedicada a Mussolini, com a "piazzale dell'Impero" atrás dela (hoje " Piazzale del Foro Italico") e com a "Fontana del Globo" colocada em frente ao "stadio dei cipressi" (atual "Stadio Olimpico") encostada as encostas do Monte Mario.
Em 1935, o "ministero dei lavori pubblici [it]" lançou um concurso para o projeto e construção da ponte; foram apresentados dezoito projetos, alguns dos quais assinados por arquitetos do calibre de Vittorio Ballio Morpurgo [it], Pietro Aschieri [it], Giuseppe Vaccaro [it] e do próprio Del Debbio. O projeto de Vincenzo Fasolo [it] venceu o concurso e o engenheiro Antonio Martinelli da empresa Aureli foi premiado; a construção começou em 21 de junho de 1936 e a ponte foi inaugurada em 26 de março de 1939 como parte das comemorações do vigésimo aniversário do Fasci Italiani di Combattimento.